# 스노우 앨리그라
스노우 앨리그라(Snoh Aalegra, 1987년 9월 13일 ~ )는 스웨덴의 가수이다.

## 음반 목록
- Feels (2017)
- Ugh, Those Feels Again (2019)
- Temporary Highs in the Violet Skies (2021)